# Goniothalamus
Goniothalamus – rodzaj należący do rodziny flaszowcowatych (Annonaceae Juss.). Według The Plant List w obrębie tego rodzaju znajdują się 133 gatunki o nazwach zweryfikowanych i zaakceptowanych, podczas gdy kolejnych 17 taksonów ma status gatunków niepewnych (niezweryfikowanych). Występuje naturalnie w tropikalnej i subtropikalnej części Azji Południowo-Wschodniej. Gatunkiem typowym jest G. macrophyllus (Blume) J. D. Hooker et T. Thomson.

## Morfologia
PokrójDrzewa i krzewy o wzniesionych pędach.
LiścieSkrętoległe, pojedyncze, całobrzegie, krótkoogonkowe, o dużej blaszce liściowej.
KwiatyPromieniste, obupłciowe, pojedyncze lub zebrane po kilka w pęczki, rozwijają się w kątach liści. U podstawy szypułek kwiatowych znajdują się przysadki. Działki 3. Płatków jest 6, w dwóch okółkach. Płatki okółka zewnętrznego płasko rozpostarte, grube, podczas gdy płatki okółka wewnętrznego są małe, z krótkim paznokciem. Pręciki i owocolistki liczne. W każdym owocolistku od 1 do 10 zalążków. Szyjka słupka wydłużona, zakończona całobrzegim lub dwupłatowym znamieniem.
OwoceApokarpiczne (zbiorowe), owalne.

## Systematyka
Pozycja systematyczna według APweb (aktualizowany system APG III z 2009)
Rodzaj z rodziny flaszowcowatych (Annonaceae) z rzędu magnoliowców (Magnoliales). Włączany bywał jako sekcja Goniothalamus Blume, Fl. Javae, Annonaceae, 71, 79. 1830 w obręb rodzaju choruna (Polyalthia).
Wykaz gatunków (tylko nazwy akceptowane)
| - Goniothalamus acehensis R.M.K.Saunders - Goniothalamus alatus R.M.K.Saunders - Goniothalamus albiflorus Bân - Goniothalamus amuyon (Blanco) Merr. - Goniothalamus andersonii J.Sinclair - Goniothalamus aruensis Scheff. - Goniothalamus aurantiacus R.M.K.Saunders & Chalermglin - Goniothalamus australis Jessup - Goniothalamus borneensis Mat-Salleh - Goniothalamus bracteosus Bân - Goniothalamus brevicuspis Miq. - Goniothalamus calcareus Mat-Salleh - Goniothalamus caloneurus Miq. - Goniothalamus calvicarpus Craib - Goniothalamus calycinus J.Sinclair - Goniothalamus cardiopetalus (Dalzell) Hook.f. & Thomson - Goniothalamus carolinensis Kaneh. - Goniothalamus catanduanensis Quisumb. - Goniothalamus cauliflorus K.Schum. - Goniothalamus ceramensis Miq. - Goniothalamus chartaceus H.L.Li - Goniothalamus cheliensis Hu - Goniothalamus chinensis Merr. & Chun - Goniothalamus cleistogamus Burck - Goniothalamus clemensii Bân - Goniothalamus copelandii Merr. - Goniothalamus coriaceus Burck - Goniothalamus costulatus Miq. - Goniothalamus crockerensis Mat-Salleh - Goniothalamus curtisii King - Goniothalamus cylindrostigma Airy Shaw - Goniothalamus dewildei R.M.K.Saunders - Goniothalamus dispermus Miq. - Goniothalamus dolichocarpus Merr. - Goniothalamus dolichopetalus Merr. - Goniothalamus donnaiensis Finet & Gagnep. - Goniothalamus donnajensis Finet & Gagnep. - Goniothalamus dumontetii R.M.K.Saunders & Munzinger - Goniothalamus elegans Ast - Goniothalamus elmeri Merr. - Goniothalamus epiphyticus Elmer - Goniothalamus euneurus Miq. - Goniothalamus expansus Craib - Goniothalamus fulvus Hook.f. & Thomson - Goniothalamus gabriacianus (Baill.) Ast - Goniothalamus gardneri Hook.f. & Thomson - Goniothalamus giganteus Hook.f. & Thomson - Goniothalamus gigantifolius Merr. - Goniothalamus gitingensis Elmer - Goniothalamus gracilipes Bân - Goniothalamus grandiflorus (Warb.) Boerl. - Goniothalamus griffithii Hook.f. & Thomson - Goniothalamus holttumii J.Sinclair - Goniothalamus hookeri Thwaites - Goniothalamus howii Merr. & Chun - Goniothalamus imbricatus Scheff. - Goniothalamus kinabaluensis Bân ex Mat-Salleh - Goniothalamus kostermansii Mat-Salleh - Goniothalamus lancifolius Merr. - Goniothalamus laoticus (Finet & Gagnep.) Bân - Goniothalamus latestigma C.E.C.Fisch. - Goniothalamus leiocarpus (W.T.Wang) P.T.Li - Goniothalamus lii X.L.Hou & Y.M.Shui - Goniothalamus loerzingii R.M.K.Saunders - Goniothalamus longistaminus R.M.K.Saunders - Goniothalamus longistipites Mat-Salleh - Goniothalamus longistylus Merr. | - Goniothalamus macranthus (Kurz) Boerl. - Goniothalamus macrocalyx Bân - Goniothalamus macrophyllus (Blume) Hook.f. & Thomson - Goniothalamus maewongensis R.M.K.Saunders & Chalermglin - Goniothalamus magnificus Elmer - Goniothalamus majestatis P.Kessler - Goniothalamus malayanus Hook.f. & Thomson - Goniothalamus meeboldii Craib - Goniothalamus mindorensis Merr. - Goniothalamus miquelianus R.M.K.Saunders - Goniothalamus montanus J.Sinclair - Goniothalamus multiovulatus Ast - Goniothalamus ninhianus Bân - Goniothalamus nitidus Merr. - Goniothalamus obtusifolius Merr. - Goniothalamus panayensis Merr. - Goniothalamus parallelovenius Ridl. - Goniothalamus peduncularis King & Prain - Goniothalamus philippinensis Merr. - Goniothalamus puncticulifolius Merr. - Goniothalamus repevensis Pierre ex Finet & Gagnep. - Goniothalamus rhynchantherus Dunn - Goniothalamus ridleyi King - Goniothalamus rongklanus R.M.K.Saunders & Chalermglin - Goniothalamus roseus Stapf - Goniothalamus rostellatus Mat-Salleh - Goniothalamus rotundisepalus M.R.Hend. - Goniothalamus rufus Miq. - Goniothalamus saigonensis Pierre ex Finet & Gagnep. - Goniothalamus salicinus Hook.f. & Thomson - Goniothalamus sawtehii C.E.C.Fisch. - Goniothalamus scortechinii King - Goniothalamus sesquipedalis (Wall.) Hook.f. & Thomson - Goniothalamus shraddhae S.R.Dutta & S.M.Almeida - Goniothalamus sibuyanensis (Elmer) Merr. - Goniothalamus simonsii Hook.f. & Thomson - Goniothalamus sinclairianus Mat-Salleh - Goniothalamus stenopetalus Stapf - Goniothalamus stenophyllus Merr. - Goniothalamus suaveolens Becc. - Goniothalamus subevenius King - Goniothalamus suluensis Merr. - Goniothalamus takhtajanii Bân - Goniothalamus tamirensis Pierre ex Finet & Gagnep. - Goniothalamus tapis Miq. - Goniothalamus tapisoides Mat-Salleh - Goniothalamus tavoyensis Chatterjee - Goniothalamus tenasserimensis Biswas - Goniothalamus tenuifolius King - Goniothalamus thomsonii Thwaites - Goniothalamus thwaitesii Hook.f. & Thomson - Goniothalamus tomentosus R.M.K.Saunders - Goniothalamus tortilipetalus M.R.Hend. - Goniothalamus touranensis Ast - Goniothalamus trunciflorus Merr. - Goniothalamus undulatus Ridl. - Goniothalamus uniovulatus Lauterb. & K.Schum. - Goniothalamus uvarioides King - Goniothalamus velutinus Airy Shaw - Goniothalamus vietnamensis Bân - Goniothalamus viridiflorus K.Schum. & Lauterb. - Goniothalamus walkeri Hook.f. & Thomson - Goniothalamus wightii Hook.f. & Thomson - Goniothalamus woodii Merr. ex Mat-Salleh - Goniothalamus wrayi King - Goniothalamus wynaadensis (Bedd.) Bedd. - Goniothalamus yunnanensis W.T.Wang |

## Zastosowanie
Owoce niektórych gatunków są jadalne (mają smak podobny do winogrona). Z kory gatunku G. wightii otrzymuje się mocne włókna.